# فوجیوارا نو سانه‌سوکه
فوجیوارا نو سانه‌سوکه (به ژاپنی: 藤原 実資 Fujiwara no Sanesuke); ۱ ژانویهٔ ۰۹۵۷ – ۲۶ فوریهٔ ۱۰۴۶) از اشراف درباری، کوگه و اودایجین (وزیر راست) در دوره هی‌آن اهل ژاپن بود. دفتر خاطرات سانه‌سوکه به نام «شویوکی» 「賢人右府」 ja:小右記 منبع ارزشمندی برای یادگیری در مورد این دوران است.